# Franco Udella
Franco Udella (* 25. Februar 1947 in Cagliari, Italien) ist ein ehemaliger italienischer Boxer im Halbfliegengewicht. 

## Profikarriere
Im Jahre 1972 begann er erfolgreich seine Profikarriere. Am 4. April 1975 boxte er gegen Valentin Martinez um den Weltmeistertitel des Verbandes WBC und siegte durch Disqualifikation. Diesen Gürtel verlor er allerdings bereits in seiner ersten Titelverteidigung im Juli des darauffolgenden Jahres an Luis Estaba.
Im Jahre 1979 beendete er seine Karriere.